# Denza 500
Denza EV – elektryczny samochód osobowy typu minivan klasy kompaktowej produkowany pod chińską marką Denza w latach 2014–2018 oraz jako Denza 500 w latach 2018–2019.

## Historia i opis modelu

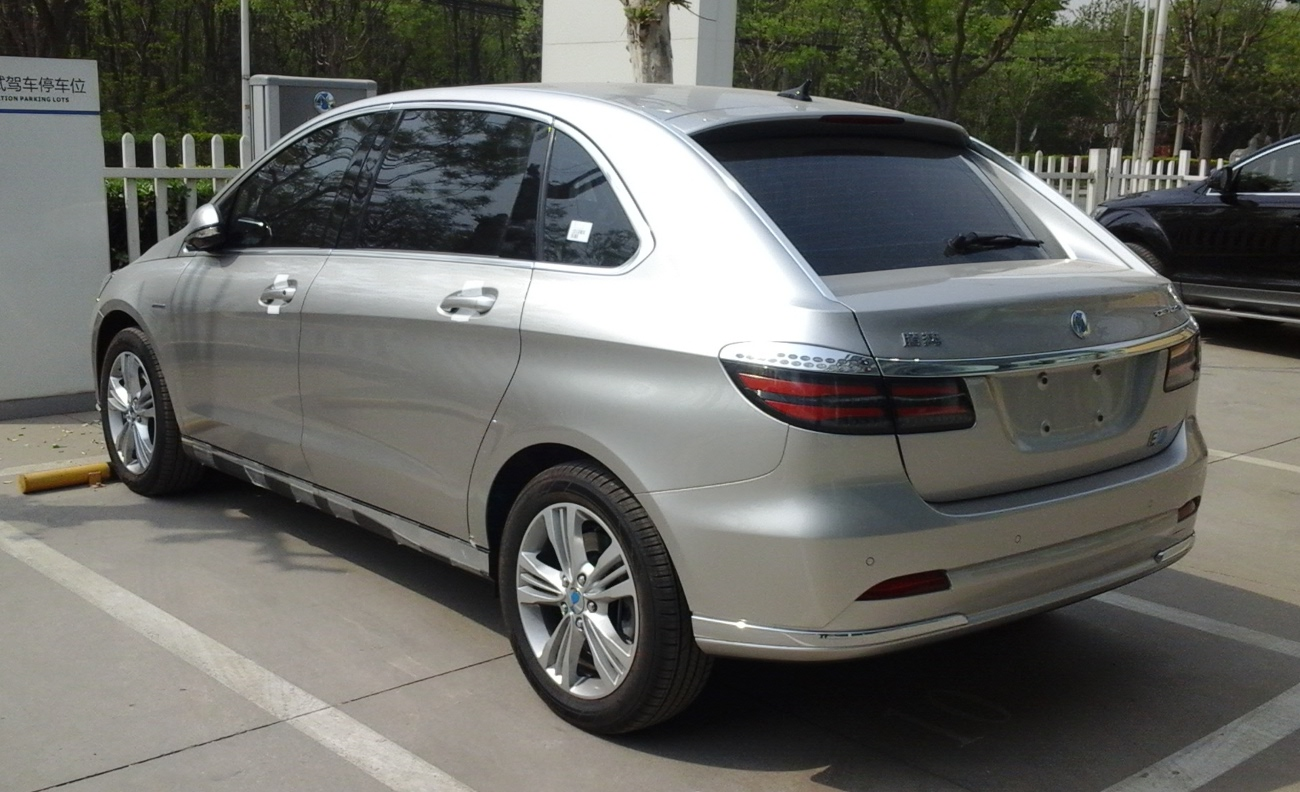
Denza 500 - tył

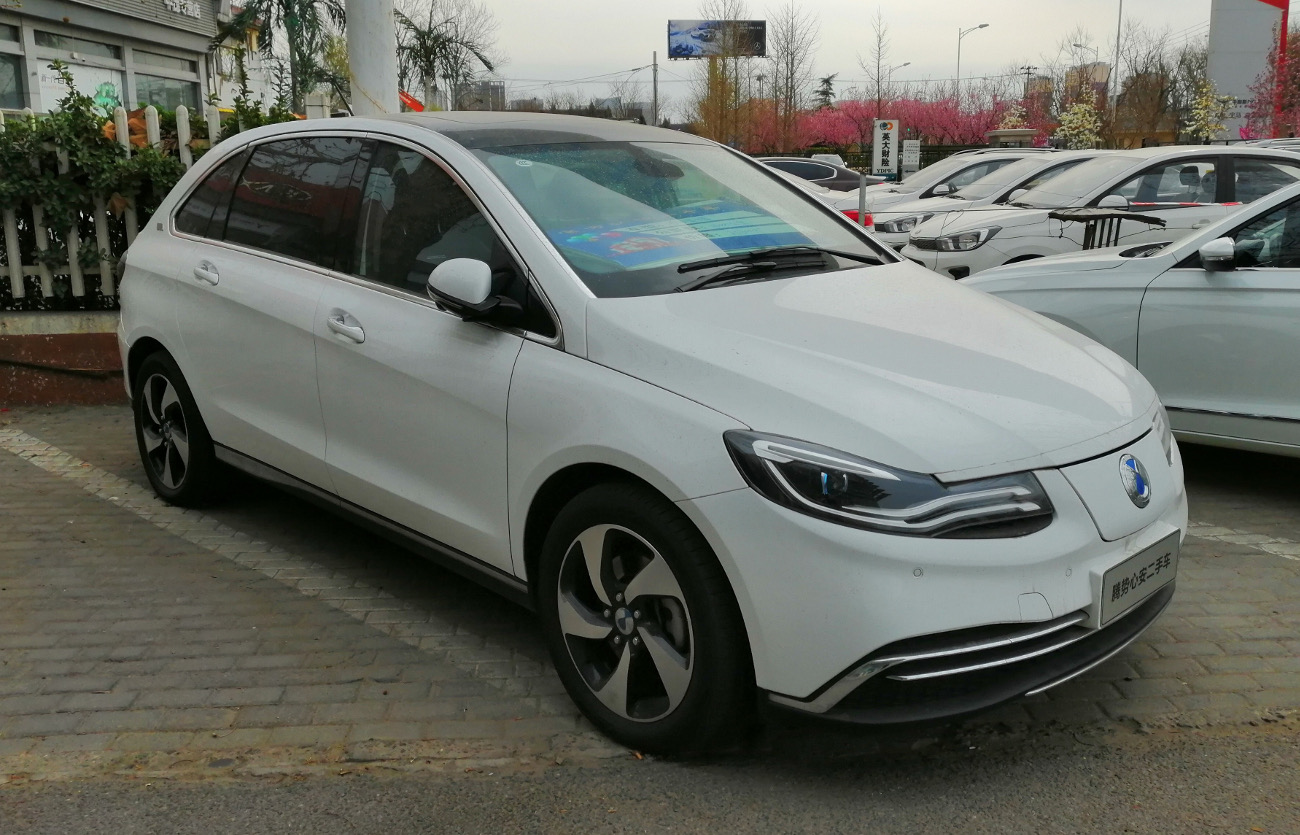
Denza 500 po liftingu

Po tym, jak w kwietniu 2012 roku chińska marka Denza zadebiutowała na Beijing Auto Show jako nowy producent samochodów elektrycznych na rynek chiński z prototypem EV Concept, dwa lata później na tej samej wystawie przedstawiono seryjną odmianę tego modelu. Produkcyjna Denza EV powstała jako bliźniacza, acz głęboko zmodyfikowana odmiana Mercedesa klasy B dzięki faktowi, że współzałożycielem spółki joint-venture stojącej za marką Denza jest Daimler AG.
W porównaniu do konstrukcji Mercedesa, Denza odróżniała się w pełni elektrycznym napędem, a także innym pasem przednim i dłuższym, zupełnie inaczej ukształtowanym tyłem. Przyjął on formę nawiązującą do sedana, bez uchylanej z klapą szyby.

### Lifting
W lutym 2018 roku Denza przedstawiła model po obszernej modernizacji, który zmienił nazwę na Denza 500. W jej ramach pojawił się nowy wygląd pasa przedniego z reflektorami wykonanymi w technologii LED, a także przestylizowany tylny zderzak i nowe koło kierownicy. Pod tą postacią samochód pozostał w produkcji przez kolejny rok, znikając z oferty w połowie 2019 roku.

### Dane techniczne
Denza 500 napędzana jest układem elektrycznym, który początkowo tworzony był przez baterię o pojemności 47,5 kWh, a w 2016 roku została zastąpiona większą o pojemności 62 kWh. Układ rozwija 182 KM i 300 Nm maksymalnego momentu obrotowego, z kolei zasięg wynosi 400 kilometrów.